# Oligoryzomys magellanicus
Oligoryzomys magellanicus is een zoogdier uit de familie van de Cricetidae. De wetenschappelijke naam van de soort werd voor het eerst geldig gepubliceerd door Bennett in 1836.

## Voorkomen
De soort komt voor in Chili en Argentinië.